# Ohaba, Brașov
Ohaba este un sat în comuna Șinca din județul Brașov, Transilvania, România.

## Geografie

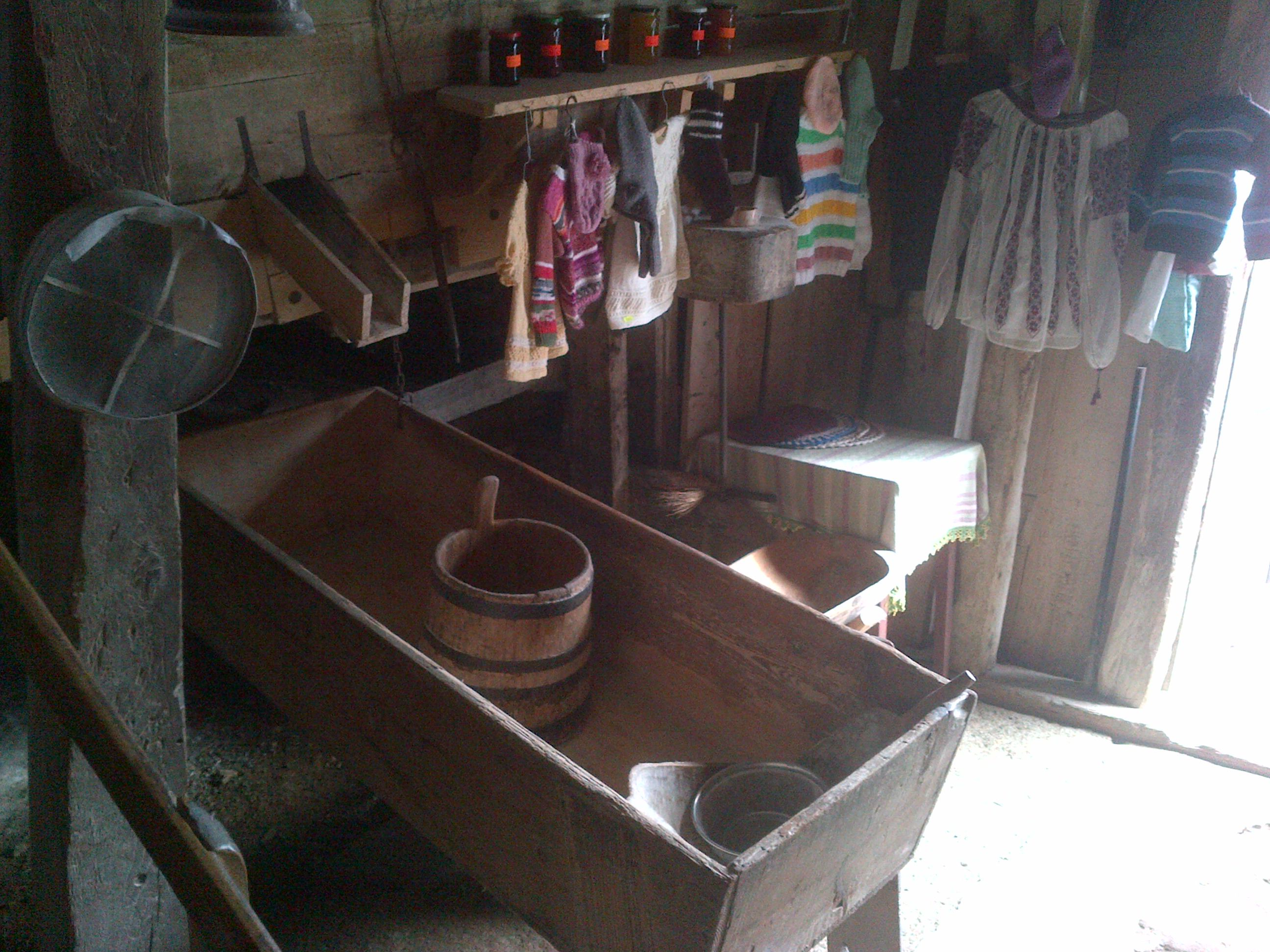
(En) Ohaba village, belonging to Sinca village (Brasov County) is located at the foot of Fagaras Mountains, 20 km from the town of Fagaras. The mill in Ohaba is the oldest traditional mill in the Land of Fagaras and still works. Near the mill is a small boarding house arranged in traditional style and bearing the name "Mill with Cheers". The mill was built in 1873.

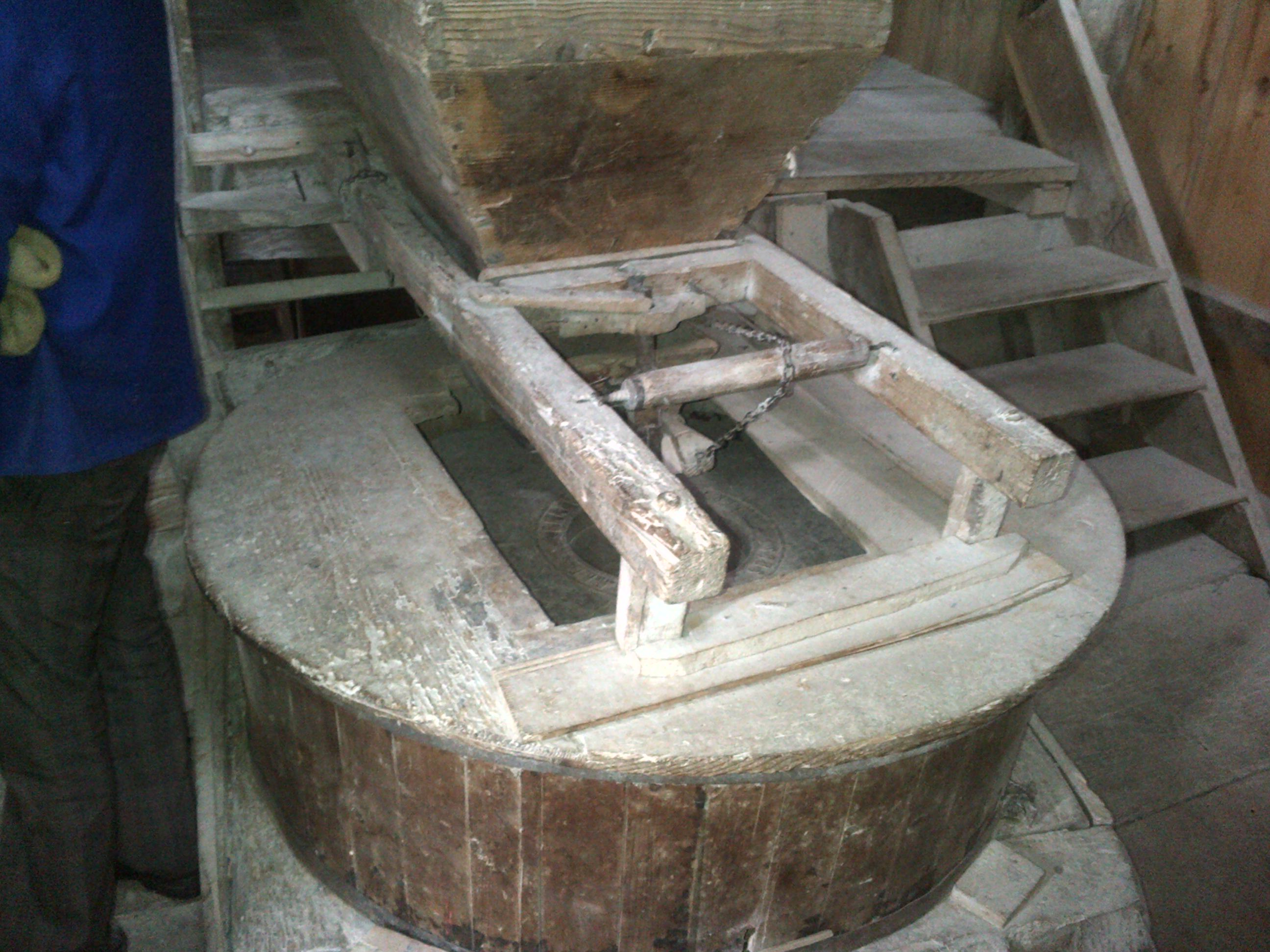
Ohaba este un sat aparținând de comuna Șinca (județul Brașov) situat la poalele Munților Făgăraș, în partea estică a Țării Făgărașului. Satul, străbătut de DN73A Predeal-Șercaia, este situat la circa 20 km de orașul Făgăraș. Moara din Ohaba este încă activă și cea mai veche moară tradițională din Țara Făgărașului. A fost construită în 1873 și de atunci a rămas permanent în posesia familiei. În anii grei ai colectivizării (încheiată în 1962), strămoșul lor a fost declar chiabur și doi ani a suportat detenția la Făgăraș, dar nu a cedat. Moara actuală păstrează piesele inițiale, nefiind ”modernizată”. Chiar și cele două pietre de moară, având fiecare circa 1 tonă și confecționate din cremene în anul 1873 în Franța, la Lyon, sunt originale.

Satul Ohaba este așezat la poalele Munților Făgăraș, „în linie dreaptă spre nord de muntele «Fundul Văcărei», între comunele Șinca Veche, Șercăița și Vad. Vatra satului este așezată pe un loc șes brăzdat de valea Șercăiței, care printr-o curbă brăzdează satul în două părți.”
Satul Ohaba este străbătut de Drumul Național DN73A, care leagă orașul Predeal de Șercaia, trecând prin Pârâul Rece, Râșnov, Zărnești, Poiana Mărului, Șinca Nouă ș.a.m.d. La sudul localității, trece și drumul județean care leagă localitatea Perșani, de pe Drumul Național DN1, de orașul Victoria.

## Istoric
Din registrul recensământului (conscripțiunii) cerut(e) de Episcopul român unit Inocențiu Micu-Klein, efectuat în anul 1733, aflăm că în localitatea Ohaba era recenzat un preot, cu numele de Stan (în ortografie maghiară: Sztán). Nu ni se spune numele de familie al preotului. Acesta era preot greco-catolic, iar în localitate era o biserică. Din aceeași conscripțiune, mai aflăm că în Ohaba anului 1733, erau recenzate 77 de familii. Altfel spus, la Ohaba trăiau vreo 385 de locuitori. Denumirea satului Haba, precum și numele preotului erau redate după ortografia maghiară, întrucât rezultatele recensământului erau destinate unei comisii, formate din neromâni și în majoritate maghiari.

## Personalități
- Radu Anton Roman (*1948 - †2005), publicist și scriitor

- Bogdan Socol (*1980 - †2023), comentator sportiv